# Rozkład Suzuki-Trottera
Rozkład Suzuki-Trottera – zespół schematów numerycznych umożliwiających przedstawienie eksponenty z macierzy {\displaystyle \exp(A+B)} jako naprzemienne aplikowanie eksponent z macierzy {\displaystyle \exp(\tau A)} oraz {\displaystyle \exp(\sigma B)} dla różnych {\displaystyle \tau ,\sigma .}
Rozkład Suzuki-Trottera pierwszego rzędu (ST1) jest to:
{\displaystyle e^{(A+B)}=\lim _{n\to \infty }\left(e^{\frac {A}{n}}e^{\frac {B}{n}}\right)^{n}}
lub równoważnie
{\displaystyle e^{\delta (A+B)}=\lim _{\delta \to 0}\left[e^{\delta A}e^{\delta B}+O(\delta ^{2})\right].}
Poprawka znika w granicy {\displaystyle \delta \to 0.}
Rozkład Suzuki-Trottera drugiego rzędu (ST2) jest to:
{\displaystyle e^{-i(A+B)T}=\left[e^{-i(A+B)\delta }\right]^{T/\delta }=\left[e^{{\frac {\delta }{2}}A}e^{\delta B}e^{{\frac {\delta }{2}}A}\right]^{n}+O(\delta ^{3}),}
gdzie {\displaystyle n={\frac {T}{\delta }}.} Liczba {\displaystyle n} jest zwana „liczbą Trottera”.
Rozkład Suzuki-Trottera czwartego rzędu (ST4) jest to:
{\displaystyle e^{-i(A+B)T}=\left[e^{-i(A+B)\delta }\right]^{T/\delta }=\left[\prod \limits _{i=1}^{k}e^{a_{i}A\delta }e^{\delta Bb_{i}\delta }\right]^{n}+O(\delta ^{5}),}
gdzie:
| {\displaystyle a_{1}}          | {\displaystyle b_{1}} | {\displaystyle a_{2}} | {\displaystyle b_{2}} | {\displaystyle a_{3}}             | {\displaystyle b_{3}} | {\displaystyle a_{4}}             | {\displaystyle b_{4}} | {\displaystyle a_{5}} | {\displaystyle b_{5}} | {\displaystyle a_{6}}          | {\displaystyle b_{6}} |
| {\displaystyle {\frac {p}{2}}} | p                     | p                     | p                     | {\displaystyle {\frac {1-3p}{2}}} | {\displaystyle 1-4p}  | {\displaystyle {\frac {1-3p}{2}}} | p                     | p                     | p                     | {\displaystyle {\frac {p}{2}}} | 0                     |

gdzie {\displaystyle p={\frac {1}{4-4^{1/3}}}\approx 0{,}414491.}